# BMW Gina
La BMW Gina est un concept-car de 2008 du constructeur automobile allemand BMW. Sa particularité est d'opter pour une carrosserie en textile, tendue sur un châssis en aluminium.

## Historique

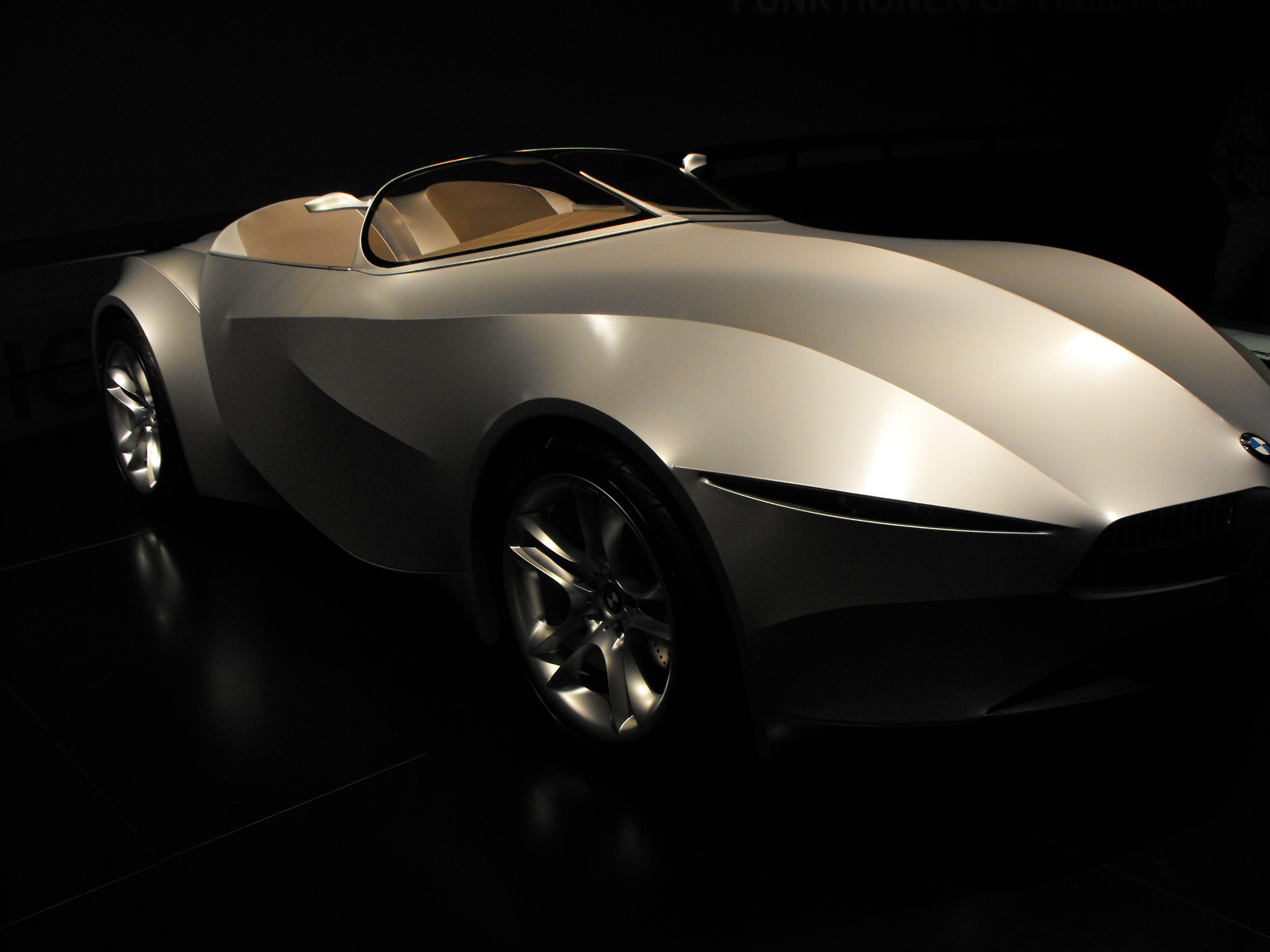
La BMW GINA unique avec des ouvertures de phares rétrécies

Elle est conçue par le designer Chris Bangle, avec des proportions extérieures proches du roadster BMW Z4, et un intérieur inspiré des BMW Z8.

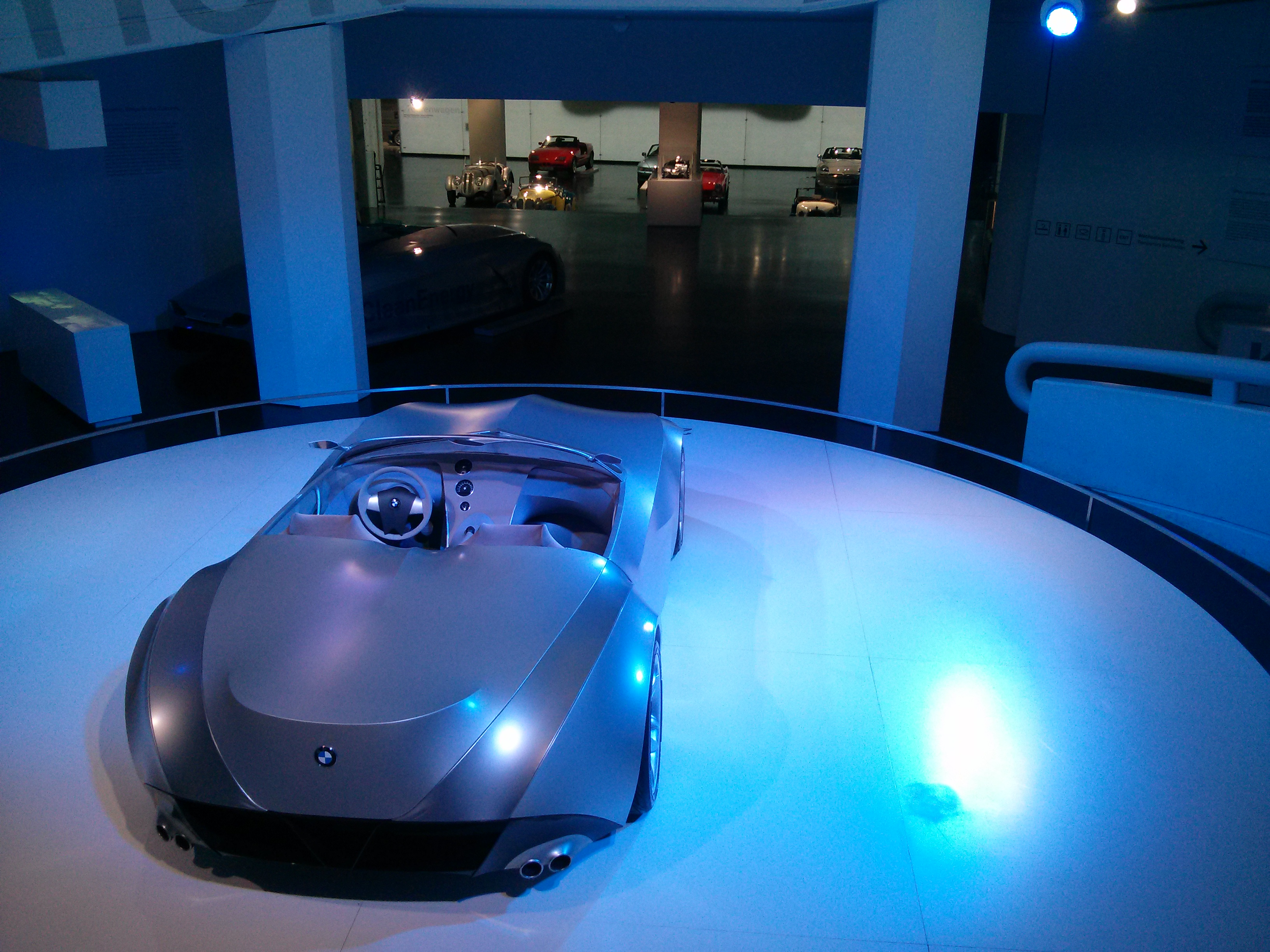
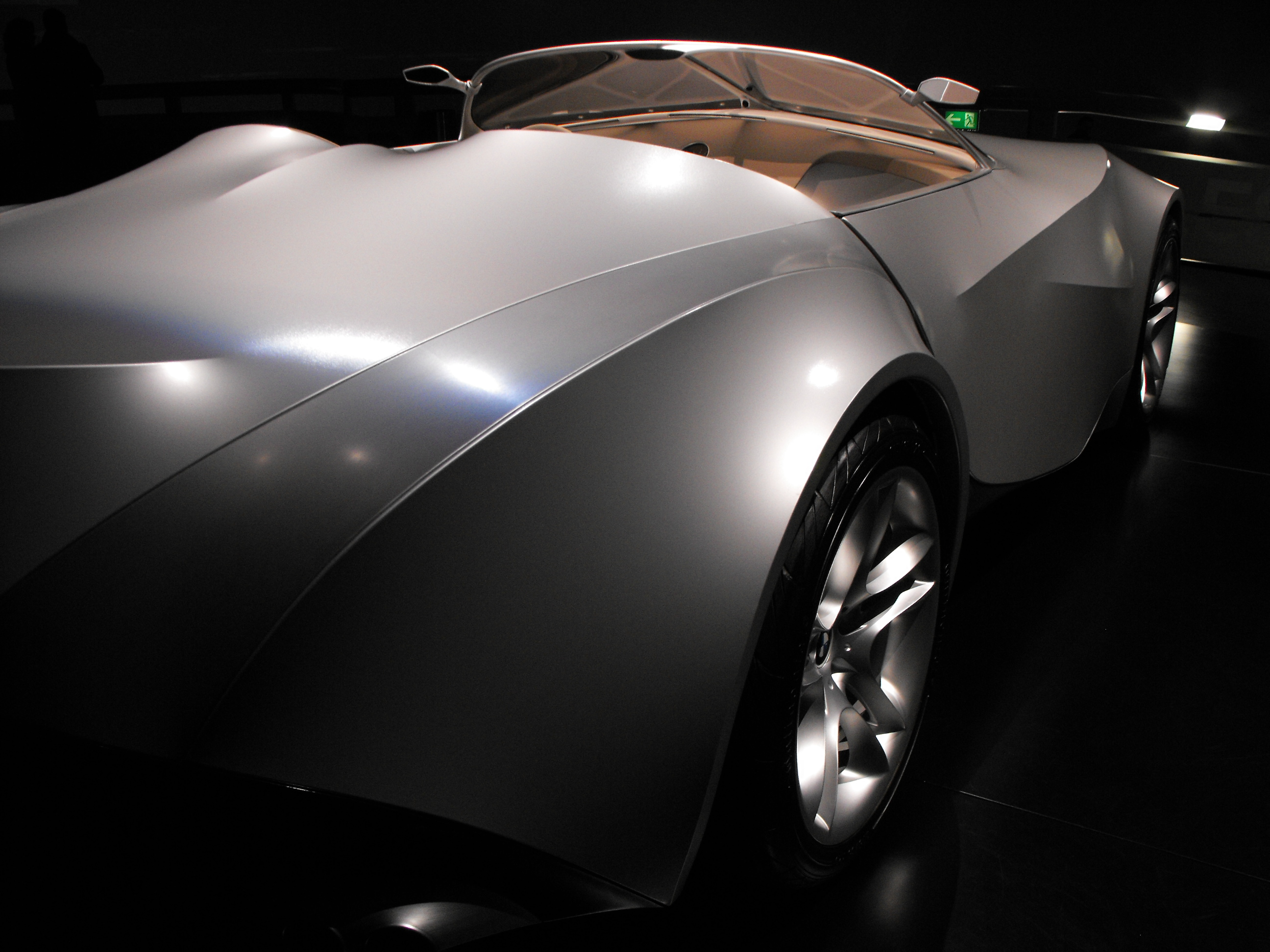

BMW reste discret sur la nature du textile utilisé. Cependant la marque évoque l'emploi d'un tissu élastique spécial, hydrofuge, issu du lycra. La découpe se fait sur mesure à l'instar de ce que l'on imagine dans un atelier de couture avant d'être entoilé par des ingénieurs design. En ce qui concerne les éléments techniques, la structure-cadre allégée est en aluminium, très proche de la BMW Z8. Les montants sont en métal et en carbone. Ils sont extensibles, actionnés par des commande electro-hydrauliques et électriques. D'autres éléments tels les appuis-têtes et la poupe se transforment, la carrosserie dynamique épouse chacun de ces mouvements. Par exemple, grâce à l’élasticité du tissu, en tant que carrosserie, cette automobile n’a pas de lacunes du côté des charnières de ses deux portes. Selon la vitesse, un becquet peut être modélisé, et pour entrer ou sortir, le siège conducteur et le volant s’écartent pour donner plus d’espace.